# Mutabaruka
Allan Hope (nacido el 26 de diciembre de 1952 en Rae Town, Kingston, Jamaica), más conocido como Mutabaruka, es un Rastafari, dub poeta, músico y actor jamaiqueño. Su nombre viene del idioma kiñaruanda de Ruanda y traduce como "uno que siempre es victorioso". Algunos de sus temas incluyen el sexismo, la política, la discriminación, la pobreza, las razas y la religión.

## Biografía
Mutabaruka creció en Kingston con su padre, madre y dos hermanas. Cuando cumplió ocho años su padre murió. Fue a la escuela Kingston Technical High School, donde se capacitó en electrónica por cuatro años. Luego trabajó en la Jamaican Telephone Company hasta que renunciara en 1971.
Mutabaruka se involucró en el movimiento de conciencia negra de los años 1960 y 1970, leyendo muchos libros progresivos como Soul on Ice por Eldridge Cleaver y otros que fueron prohibidos en aquella Jamaica, como la Autobiografía de Malcolm X de Malcolm X. Criado en la iglesia católica, comenzó a examinarse y se sumergió en la vida del Movimiento Rastafari, convirtiéndose en un Rastafari. Empezó a usar rastas y comía una dieta ital y hasta se negó usar zapatos. Adoptó el nombre Mutabaruka, del idioma kiñaruanda de Ruanda, que significa "uno que siempre es victorioso".
Mutabaruka salió de Kingston en 1971 y se reubicó en las Colinas Potosí, donde vivió con su mujer y dos hijos en una casa que él mismo construyó. Fue uno de varios poetas jamaiquinos que emergieron a principios de los años 1970. Las obras iniciales de Mutabaruka se presentaron en la revista Swing de 1971. Recibió atención por su obra Wailin en 1974, el título fue una referencia a The Wailers, y en 1976 publicó Sun and Moon.
En 1977 empezó con sus presentaciones en vivo, acompañado de su banda Truth. Tuvo éxito en Jamaica al año siguiente con la canción "Outcry", acompañado por Cedric Brooks integrante de The Light of Saba. Después de ser invitado a presentarse en un concierto de Jimmy Cliff a principio de la década de 1980, el guitarrista Earl "Chinna" Smith trabajó en una pista de fondo para "Every Time A Ear di sound", empezando así una larga relación de trabajo con Smith; lanzando como un sencillo que tuvo gran éxito en Jamaica. Empezó a ser conocido internacionalmente luego de su presentación en el Reggae Sunsplash en 1981, la primera de muchas participaciones en el festival. Su álbum en 1983 "Check It" fue lanzado en Chicago por el sello Alligator Records, esto promovió aún más su popularidad.

## Discografía
| Año  | Título                   | Etiqueta             |
| ---- | ------------------------ | -------------------- |
| 1982 | Live at Reggae Sunsplash | Sunsplash            |
| 1983 | Check It!                | Alligator            |
| 1983 | Dub Poets Dub            | Heartbeat            |
| 1984 | Outcry                   | Shanachie            |
| 1986 | The Mystery Unfolds      | Shanachie            |
| 1989 | Any Which Way...Freedom  | Shanachie            |
| 1990 | Mutabaruka               | Rounder              |
| 1991 | Blakk Wi Blak...K...K... | Shanachie            |
| 1994 | Melanin Man              | Shanachie            |
| 1998 | Gathering of the Spirits | Shanachie            |
| 1998 | Muta in Dub              | Blackheart           |
| 2002 | Life Squared             | Heartbeat            |
| 2006 | In Combination           | Revolver             |
| 2009 | Life And Lessons         | Gallo Record Company |

Compilaciones
- The Ultimate Collection (1992), Greensleeves

## DVD/Video
- Live at Reggae Sumfest (1993) (VHS/DVD)
- The Return to the Motherland (2011) (DVD)

## Libros de poesía
- Outcry (1973)
- Sun and Moon (1976) - with Faybiene
- The Book: First Poems (1980)
- The Next Poems (2005)

## Filmografía
- Sankofa (1993) - Shango
- One Love (2003) - Rasta elder

## Más lectura
- Morris, M. (1996). "Mutabaruka". Critical Quarterly 38(4): 39–49.